# Funeral doom metal
Funeral doom metal är en undergenre till doom metal. Texterna fokuserar på förtvivlan och tomhet.
Funeral doom är en stil inom doom metal som har tagit influenser av både death metal och dark ambient-genrer. Den spelas i ett väldigt nedsatt tempo och fokuserar på att framkalla en känsla av tomhet och bedrövelse. Oftast är gitarrerna extremt distade; keyboards och syntar används för att få fram lite mer klassiska eller gotiska influenser. Sångarna använder sig oftast av growl men brukar vara satta i bakgrund istället för att höjas upp ur musiken för att inte dra till sig all uppmärksamhet. Ren sång används av bland andra gruppen Funeral. Stilen introducerades av band som Thergothon,  Skepticism och nämnda Funeral. Ett tydligt exempel på funeral doom metal är Funerals låt ”The Will to Die” som återfinns på albumet As the Light Does the Shadow från 2008.

## Exempel på band
- Ahab
- Doom:vs
- Ea
- Ekklesiast
- Esoteric
- Evoken
- Funeral
- Mordor
- Mournful Congregation
- Nortt
- Officium Triste
- Pantheist
- Shape of Despair
- Skepticism
- Thergothon
- Tyranny
- Until Death Overtakes Me
- Worship
- Frowning